# Mainz
För andra betydelser, se Mainz (olika betydelser).
Mainz [ˈmaɪnts] är en kretsfri stad, huvudstad och med sina över 200 000 invånare därtill den största staden i förbundslandet Rheinland-Pfalz i sydvästra Tyskland. Staden är belägen där floderna Rhen och Main flyter samman. På motsatta sidan av Rhen ligger Wiesbaden som är huvudstad i Hessen. Staden är präglad av domkyrkan och känd för sina karnevalsfester.

## Historia
Mainz är en mer än 2000 år gammal boplats. År 13 f.Kr. byggdes det första romerska kastellet i staden. Romarna kallade staden för Mogontiacum efter den keltiske solguden Mogon, och inte bara det tyska namnet utan också andra moderna namn för staden på olika språk (som Mayence på franska eller Mogonza på italienska) är kortformer av detta långa namn. Eftersom floden Rhen utgjorde en del av Romarrikets nordligaste gräns, så var armén, som skulle vakta gränsen från anfall från olika germanska stammar, länge den viktigaste arbetsgivaren i staden. Mogontiacum blev huvudstad i den romerska provinsen Germania Superior, men staden förblev under romartiden till skillnad från Köln och Koblenz i första hand en garnisonsort dominerad av militären.
Efter återkommande plundringar under folkvandringstiden förföll staden på 400-talet. På 700-talet började den på nytt blomma upp.
Runt år 780/782 utsåg påven Mainz till ärkebiskopssäte. Mainz blev så också huvudstad i det av ärkebiskopen regerade furstendömet. Mainz kom att för en lång tid framöver bli Tysklands religiösa centrum.
På 1200-talet var Mainz ärkebiskop en av sju furstar inom Tysk-romerska riket som utsågs till kurfurstar och därmed var staden centrum i Kurfurstendömet Mainz (ty: Erzstift und Kurfürstentum Mainz eller Kurmainz). Mainz kurfurste och ärkebiskop var därtill Tysklands ärkekansler och dess främste kyrkliga företrädare, Primas Germaniae.
Mainz förblev en viktig stad på medeltiden. Här utvecklades boktryckarkonsten av pionjärer som Johannes Gutenberg, Johann Fust och Peter Schöffer (Fusts svärson). Den första boken som tryckts med mekaniska rörliga delar skapades alltså i Mainz. Denna bok brukar kallas för den ”42-radiga Bibeln” eller ”Gutenbergs Bibel”. I dagsläget finns det tre perfekt bevarade exemplar av boken, ett i London, ett i Paris och ett i Washington. Tekniken som boktryckarna i Mainz utvecklade byggde på den kinesiska boktryckarkonsten; även papperet som användes vid tryckning anses ursprungligen vara en kinesisk uppfinning.
Under trettioåriga kriget var Mainz 1631-35 besatt av svenska trupper, som lät anlägga fästningen Gustavsborg på den östra Rhenstranden.
Under det första koalitionskriget intogs Mainz 1792 av den franska revolutionsarmén under generallöjtnant Adam Philippe de Custine. År 1803 var kurfurstendömet definitivt upplöst, och efter Wienkongressen kom Mainz att tillhöra Storhertigdömet Hessen, nyskapat efter Tysk-romerska rikets upplösning 1806.
1871 blev Mainz en betydande riksfästning. Staden skadades svårt av bombningar under andra världskriget.
Efter andra världskriget drogs gränserna mellan de nybildade delstaterna Rheinland-Pfalz och Hessen utefter Rhen. Detta innebar att några av Mainz stadsdelar tillföll Hessen. Dessa stadsdelar har dock behållit prefixet Mainz- i sina namn (till exempel Mainz-Kastel), även om de numera är stadsdelar i Wiesbaden.

## Utbildning och forskning
Universitetet i Mainz grundades 1477, men upplöstes 1798 under den franska ockupationen. Först 1946 grundades ett universitet i Mainz igen, som då fick namnet Johannes Gutenberg-Universität. Universitetet är det största i Rheinland-Pfalz. Förutom universitetet finns det en allmän yrkeshögskola (Fachhochschule) och en katolsk yrkeshögskola i staden. Dessutom finns det två Max-Planck-institut, Max-Planck-Institut für Polymerforschung och Max-Planck-Institut für Chemie (Otto-Hahn-Institut). I staden ligger också Institute of European History, där historisk forskning om Europas framväxt bedrivs.

## Ekonomi och näringsliv
Mainz ligger vid motorvägarna A 60, A 63 och A 643 som förbunder Maiz med resten av Tysklands motorvägar. Mainz trafikeras också av de tyska snabbtågen ICE. Stadens flodhamn som omlastar 1,3 miljoner ton gods om året.
I Mainz finns flera stora tyska tv-bolag, bland annat ZDF, som är det andra statliga tv-bolaget i Tyskland.

## Bilder

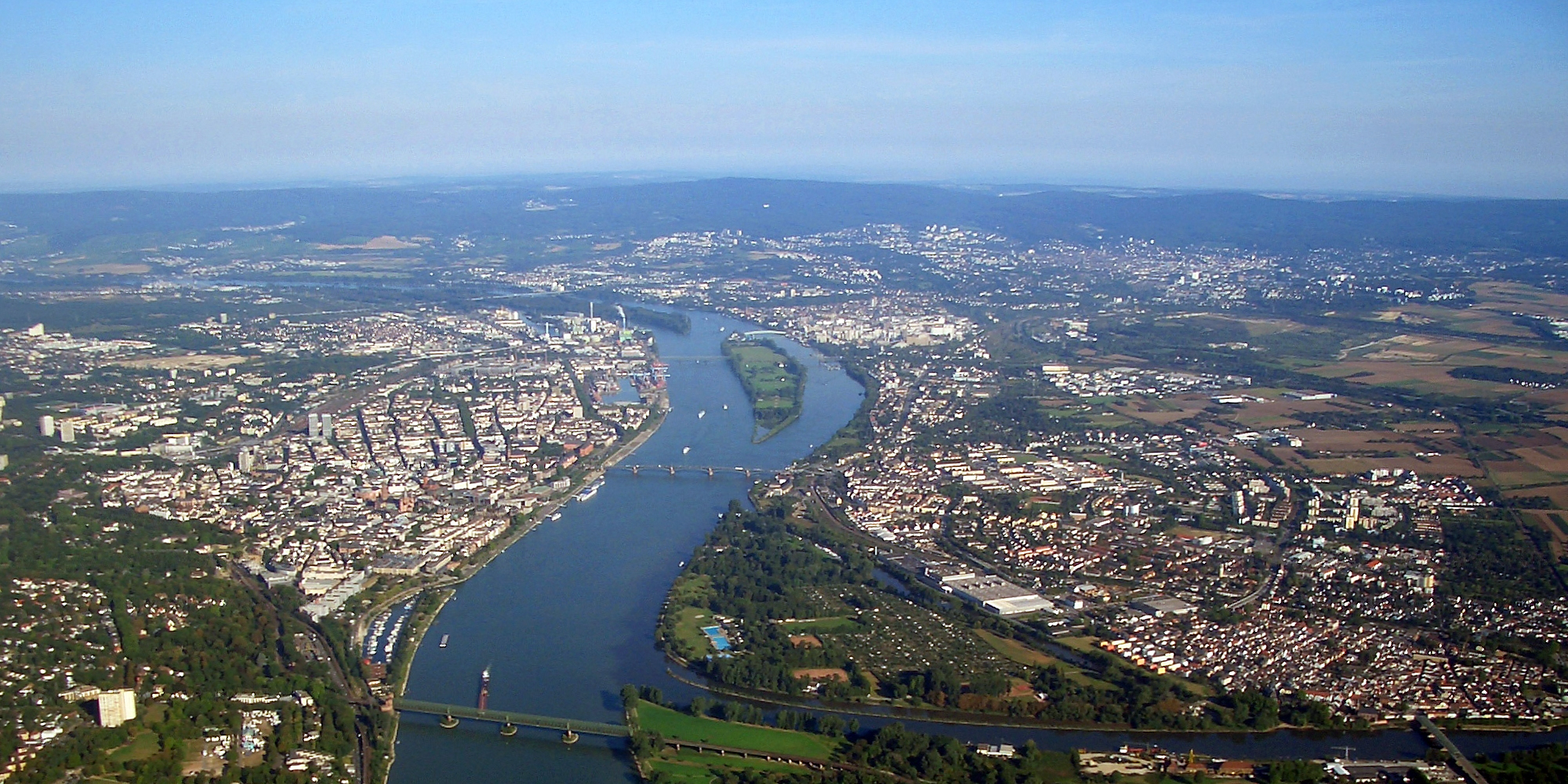
Rhenfloden. Mainz till vänster, Wiesbaden till höger.
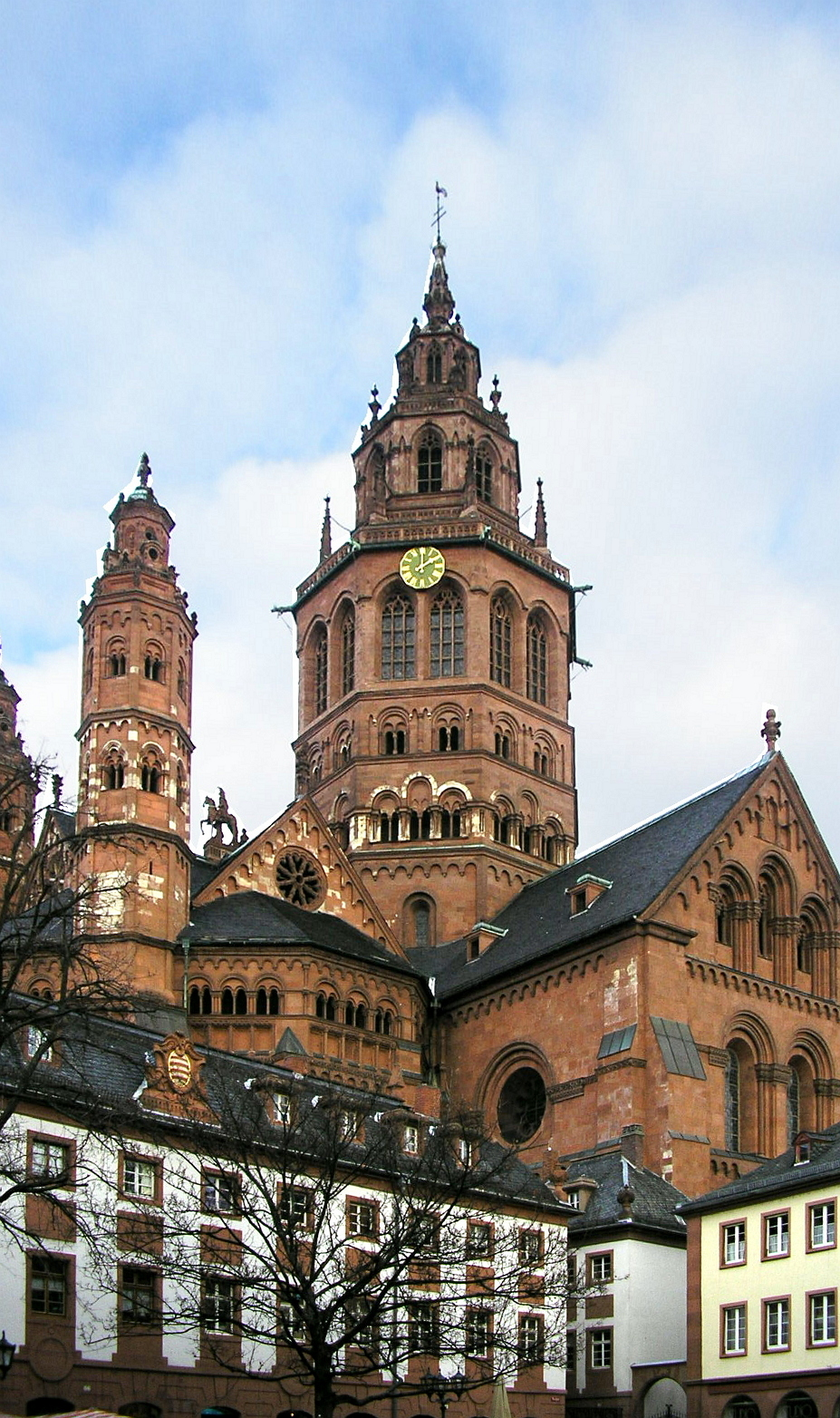
Mainzdomen
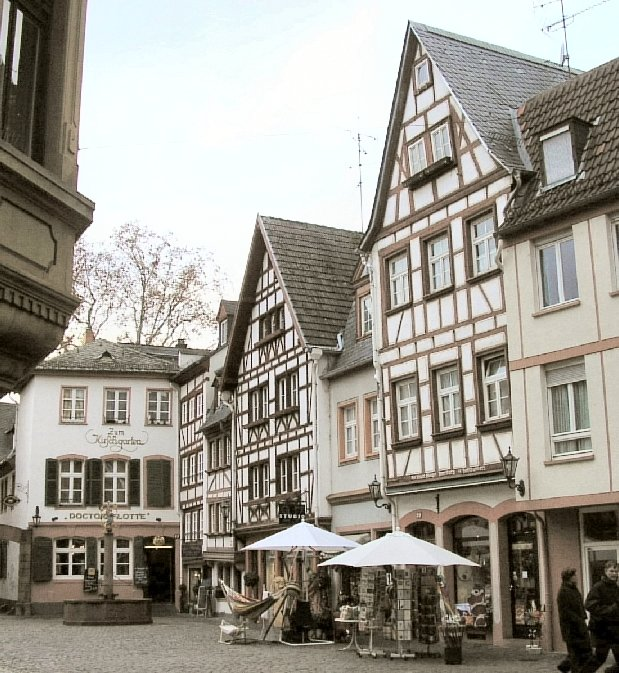
Gamla staden
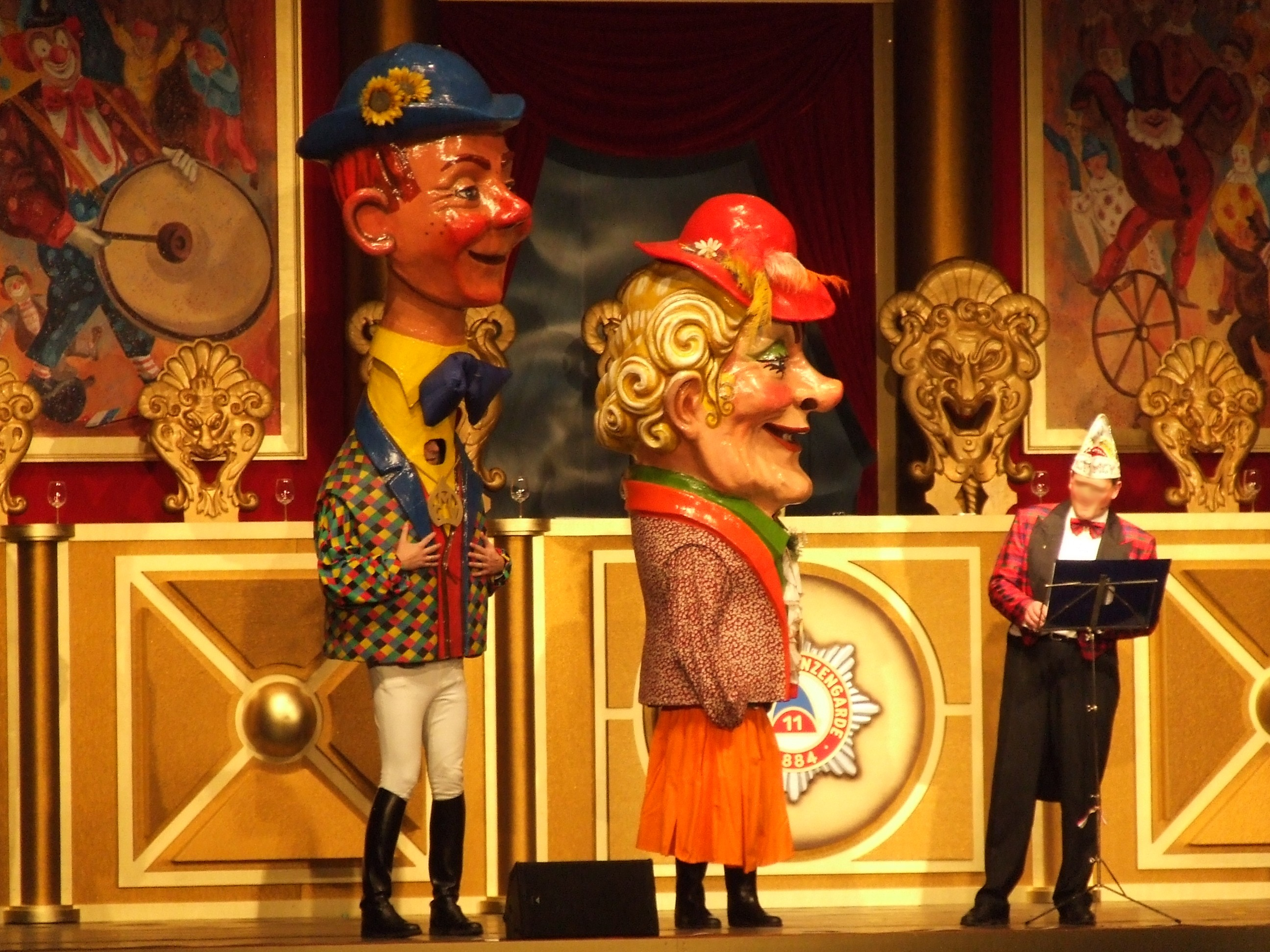
Karnevalsfigurer

## Sport
1. FSV Mainz 05 spelar i Tysklands första division i fotboll, Bundesliga.

## Vänorter
Mainz har följande vänorter:
- Watford, Storbritannien, sedan 1956
- Dijon, Frankrike, sedan 1958
- Zagreb, Kroatien, sedan 1967
- Valencia, Spanien, sedan 1978
- Haifa, Israel, sedan 30 mars 1987
- Erfurt, Tyskland, sedan 1988
- Louisville, USA, sedan 1994

Förutom dessa har vissa stadsdelar av Mainz vänorter:
- Longchamp, Côte-d'Or, Frankrike, sedan 1966 (vänort med stadsdelen Laubenheim)
- Rodeneck, Italien, sedan 1977 (vänort med stadsdelen Finthen)

Mainz har även samarbete med:
- Baku, Azerbajdzjan
- Kigali, Rwanda

## Kända personer
- Bonifatius, missionär

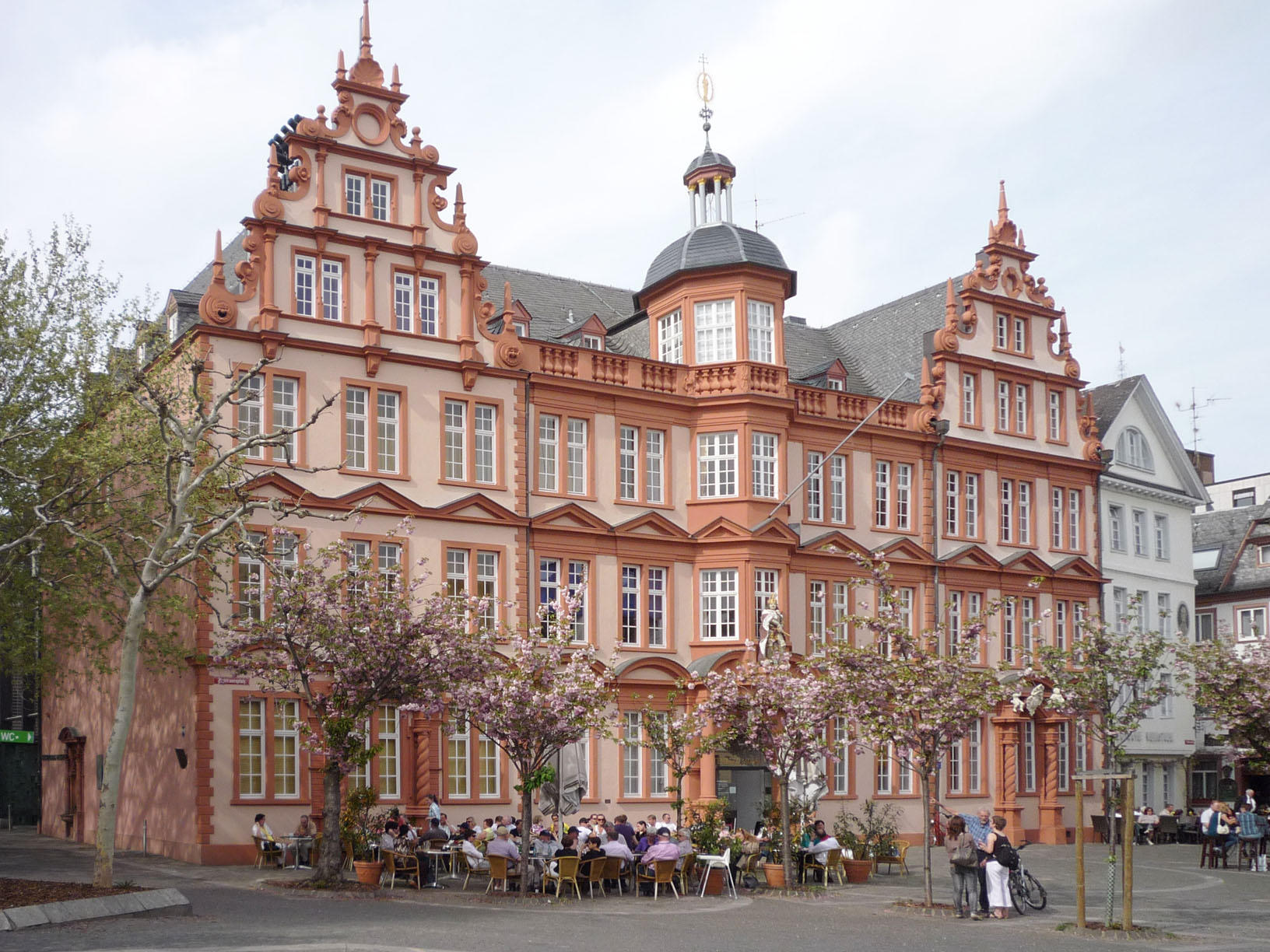
Gutenbergmuseet i Mainz.

- Franz Bopp (1791-1867), språkforskare
- Joseph von Gerlach (1820-1896), anatom
- Johannes Gutenberg (c 1400-1468), boktryckare
- Walter Hallstein (1901-1982), politiker, Europeiska kommissionens ordförande
- Carl von Hess (1863-1923), ögonläkare och forskare
- Gustav Killian (1860-1921), läkare
- Anna Seghers (1900-1983), författare